# 纳瓦莱诺
纳瓦莱诺，是西班牙卡斯蒂利亚-莱昂索里亚省的一个市镇。总面积25平方公里，总人口985人（2001年），人口密度39人/平方公里。